# National Association for Gun Rights
A National Association for Gun Rights (NAGR) é um grupo conservador de defesa do direito de manter e portar armas nos Estados Unidos. Eles mantêm um PAC (comitê de ação política) afiliado e uma organização sem fins lucrativos. Oficialmente constituída na Virgínia em 29 de março de 2000, a NAGR foi fundada por Dudley Brown como uma organização nacional de apoio à organização regional "Rocky Mountain Gun Owners".
A NAGR é uma rival da National Rifle Association e se considera a "alternativa conservadora" à NRA. O grupo tem como prioridade confrontar e questionar legisladores considerados muito brandos sobre as questões da Segunda Emenda por meio de mala direta, ligações automáticas e anúncios de televisão de baixo custo. O grupo ganhou notoriedade por suas táticas agressivas de lobby e propagandas de ataque contra os políticos antagônicos.

## Atividades
A NAGR se opõe ao Tratado de Comércio de Armas Convencionais das Nações Unidas. A organização também se opõe a ações legislativas contra carregadores de alta capacidade. A NAGR também se opõe aos esforços liderados pela Citizens for Self-Governance para convocar uma convenção para propor emendas à Constituição dos Estados Unidos para diminuir os poderes do governo federal.
Quando uma vaga surgiu na Assembleia Legislativa do Estado do Colorado em 2012, a NAGR apoiou Tim Neville em vez do Representante Estadual Jim Kerr, que eles consideraram não apoiar suficientemente os direitos da Segunda Emenda.
Em 2012, a NAGR processou o estado de Montana sobre as leis estaduais que podem exigir que a organização se registre como um comitê político antes de enviar cartões postais criticando o histórico do Procurador Geral de Montana, Steve Bullock, sobre direitos de armas. De acordo com o IRS, "uma seção 501 (c) (4) ... pode se envolver em algumas atividades políticas, desde que essa não seja sua atividade principal". O pedido da NAGR para uma liminar foi negado em outubro. Bullock foi eleito governador no mês seguinte.
Em março de 2015, a NAGR esteve envolvida na oposição às medidas de controle de armas em Vermont. A NAGR fez campanha para impedir que a legislatura estadual de Vermont aprovasse a SB 141 "Senate Bill". Também em março de 2015, o Bureau of Alcohol, Tobacco, Firearms and Explosives (ATF) iniciou uma mudança de regra que proibiria a munição "M855" para uso civil. A NAGR relatou ter entregue 132.662 petições ao ATF que instavam a agência a interromper a proibição de munições.
A NAGR apóia a o chamado "constitutional carry" ("porte constitucional") sem necessidade de permissão do Estado. Em abril de 2015, a NAGR apoiou o projeto de lei SB 45 do Kansas, que permite o "porte constitucional". Representantes da NAGR estiveram presentes na assinatura do projeto de lei em 2 de abril.
Em junho de 2015, a NAGR enviou correspondências visando o republicano William J. Howell, presidente da Câmara dos Deputados da Virgínia. De acordo com o The Washington Post, o mailer da NAGR "Retratou Howell como sendo amigável com estupradores", retratando uma mulher se encolhendo diante de um agressor empunhando uma faca ao lado do texto "O presidente da Câmara Bill Howell acha que você deveria ser deixado vulnerável a bandidos armados e estupradores!" Howell havia sido endossado pela NRA e disse que era um "apoiador 100 por cento da Segunda Emenda". Howell descreveu essa mala direta como "muito baixos, mesmo para os padrões políticos de hoje".
Em 2015, a Assembleia Legislativa do Estado do Colorado considerou emendar uma lei de 2013 que limitava os carregadores a quinze munições. A legislatura queria aumentar o limite para 30 munições. Dudley Brown rejeitou o aumento proposto, alegando que não deveria haver limite algum. A NAGR foi criticada por sua posição oficial, sendo Brown acusado por Jon Caldara da instituição libertária "Independence Institute" de "intimidar" os Deputados.

## Discordâncias com a NRA
Em novembro de 2011, a Câmara dos Estados Unidos aprovou uma legislação que exigiria que os Estados que emitem autorizações de porte velado reconheçam licenças semelhantes de outros estados. O projeto foi apoiado pela National Rifle Association, que o considerou uma prioridade, mas sofreu oposição da NAGR com base no fato de que poderia se tornar um "cavalo de Tróia para mais controle de armas".
Em 2013, a NAGR gastou cerca de US$ 1,9 milhão em lobby de armas durante os primeiros três meses do ano, enquanto o NRA relatou ter gasto US$ 700.000 na mesma questão.
O NRA se referiu ao líder do NAGR Dudley Brown como "o Al Sharpton do movimento de armas".
A NAGR apontou o apoio financeiro e verbal da NRA a "campeões" sobre controle de armas, como o senador de Nevada Harry Reid, como uma indicação de quão equivocados eram seus esforços.
O Huffington Post descreveu a NAGR como "A versão muito mais enxuta e combativa da NRA. Onde o NRA procurou encontrar algum terreno comum com os defensores da reforma das armas e pelo menos parece ser razoável, a NAGR tem sido uma defensora ainda mais implacável da abertura em relação a legislação de armas".
Em um artigo da "Politico" de 2019, o presidente do NAGR Dudley Brown descreveu as diferenças entre sua organização e a NRA "Como organização, não usamos lobistas vagabundos da Gucci em Washington, DC em guarda-roupas de $ 200.000 para untar as mãos de políticos fracos para votar certo", referindo-se aos gastos generosos do executivo-chefe da NRA. "Em vez disso, ativamos nossos membros para fazerem esse lobby por nós e por eles. Esse é o poder em um lobby de base e a NRA perdeu isso há muito tempo".

## National Foundation for Gun Rights
Por meio de sua fundação, a NAGR entrou com uma ação contra o "United States Postal Service", caso conhecido como "Bonidy v. USPS", por proibir o porte de armas de fogo em propriedades do Serviço Postal. A 10ª corte de apelação decidiu a favor da proibição de armas de fogo, e a Suprema Corte recusou-se a considerar o caso, negando um mandado de "certiorari".
Durante o caso "McDonald v. Chicago Supreme Court", um "amicus brief" apresentado pela NAGR foi citado pelo tribunal antes da vitória dos proprietários de armas.
O braço legal da NAGR, a "National Foundation for Gun Rights", arrecadou US$ 50.000 para a defesa de Kyle Rittenhouse, jovem de Ilinois acusado de assassinato após um tiroteio em Kenosha. Após a absolvição de Rittenhouse, o diretor executivo da NFGR, Dudley Brown, publicou a seguinte declaração: "Quando nós vimos as filmagens de Kyle se defendendo e defendendo outros em Kenosha, a NFGR decidiu apoiá-lo imediatamente, e estamos felizes em ver que ele é agora um homem livre."

## Political action committee
O "National Association for Gun Rights Political Action Committee" (NAGR-PAC) é um "comitê de ação política" afiliado registrado na Comissão Eleitoral Federal. Fundado em 2010, endossou e fez doações a vários candidatos a cargos federais, incluindo Paul Broun (R-GA), Cory Gardner (R-CO), Sharron Angle, Ken Buck e Rand Paul (R-KY). No ciclo eleitoral de 2012, o NAGR-PAC endossou Richard Mourdock, que derrotou Dick Lugar para a nomeação republicana para o Senado dos EUA em Indiana, com uma contribuição inicial de US$ 4.500 para sua campanha; Steve Daines, que dirigiu uma campanha de sucesso para uma cadeira representativa de Montana na Câmara dos Representantes dos Estados Unidos; e Steve Stockman, que dirigiu uma campanha de sucesso para o 36º distrito congressional do Texas. O NAGR-PAC gastou US$ 83.312 em despesas eleitorais durante o ciclo eleitoral de 2012.
A NAGR contratou seu primeiro lobista federal em resposta ao tiroteio na Escola Primária Sandy Hook que ocorreu em dezembro de 2012.
No ciclo eleitoral de 2014, os endossos da NAGR incluíram Chris McDaniel (R-MS), Scott Renfroe (R-CO), Joe Miller (R-AK) e Mike Turner (R-OH).
A NAGR enviou correspondências na temporada das primárias legislativas do estado do Texas em 2016 que "caminharam sobre uma linha tênue sob a nova e ainda não testada lei de ética estadual", de acordo com o Houston Chronicle.

## Visão dos opositores
Em agosto de 2013, a NAGR e Dudley Brown foram citados em uma história da revista "5280" de Denver. De acordo com o artigo, Brown "ataca selvagem e rotineiramente os candidatos e titulares de cargos não dispostos a jurar, por escrito, sua lealdade absoluta a Brown nas questões da Segunda Emenda". A NAGR foi descrita como uma "máquina de arrecadação de fundos que intimida qualquer um que comprometa a agenda pró-armas, anti-aborto e anti-gay de Brown". O ex-deputado estadual republicano do Colorado, BJ Nikkel, disse que Brown "é um terrorista político e um charlatão moderno que opera nas sombras e se retrata como um suposto 'cristão', mas usa o povo ingênuo o suficiente para acreditar nele e apoiá-lo financeiramente".
A revista "Mother Jones" incluiu a NAGR em uma lista de "7 grupos de armas que fazem o NRA parecer razoável".
Em 2013, a "FactCheck.org", em um artigo chamado "Aim Is Way Off do Grupo de Direitos de Arma", descobriu que a NAGR "está perseguindo três congressistas com classificações 'A' da National Rifle Association, alegando falsamente que apóiam a agenda de controle de armas do presidente Obama".
A NAGR foi criticada por suas práticas de arrecadação de fundos. O ex-governador republicano do Colorado, Bill Owens, disse que Brown "ganha seu dinheiro quando há turbulência, real ou percebida, porque é isso que leva seus membros a assinarem cheques para ele". A publicação "Ammoland" escreveu que a "retórica de Brown fez mais para marginalizar o ativismo da Segunda Emenda do que todas as calúnias de grupos de lobby pela proibição de armas combinadas".